# Valle San Felice
Valle San Felice (údolí sv. Felixe) je vesnice, část obce Mori v italské autonomní provincii Trento. Nachází se v nadmořské výšce 583 m n. m. a žije zde 258 obyvatel. Vesnice se rozkládá podél strže pod masivem Monte Biaena (1622 m) na terasách nad hlubokým údolím, kterým prochází silnice z Rovereta ke Gardskému jezeru. Název vesnice je odvozen od jmen světců Fortunáta a Felixe, kterým je zasvěcen místní kostel. Kromě něj se ve vesnici nachází ještě kaple sv. Anny. V okolí vesnice se též pěstuje vinná réva.